# 青木景康
青木 景康（あおき かげやす）は、戦国時代の武士。

## 経歴
朝倉氏の府中奉行として越前国南条・今立・丹生各郡の段銭や棟別銭、夫役や臨時の諸役の徴収を担当した。享禄2年（1529年）今立郡日尾郷の用水争いを裁決した。天文22年（1553年）坂井郡内に棟別銭を課した。